# San Martino al Tagliamento
San Martino al Tagliamento (friuli nyelven San Martin dal Tiliment) település Olaszországban, Friuli-Venezia Giulia régióban, Pordenone megyében. Lakosainak száma 1452 fő (2023. január 1.). San Martino al Tagliamento San Giorgio della Richinvelda, Sedegliano és Valvasone Arzene községekkel határos.

## Népesség
A település lakossága az elmúlt években az alábbi módon változott:
| Lakosok száma | 1458 | 1476 | 1452 |
|               | 2017 | 2018 | 2023 |